# سولفامترول
سولفامترول(به انگلیسی: Sulfametrole) (INN) یک ضد باکتری سولفونامیدی است. 
می توان این دارو را با تری متوپریم تجویز کرد.